# HQ-861
Tàu quét mìn HQ-861 là một tàu thuộc lớp Sonya của Hải quân Nhân dân Việt Nam, là chiếc đầu tiên trong bốn tàu thuộc lớp này được Liên Xô viện trợ cho Việt Nam và nhận vào năm 1987.
Tàu HQ-861 thuộc biên chế của Lữ đoàn 161, Vùng 3 Hải quân Nhân dân Việt Nam. Tàu thường đại diện Việt Nam tham gia các đợt tuần tra, diễn tập quốc tế với Hải quân Hoa Kỳ, Hải quân Quân Giải phóng Nhân dân Trung Quốc.

## Chiến dịch CQ-88
Trong chiến dịch CQ-88, ngày 18 tháng 2 năm 1988, tàu HQ-861 của Vùng 3 tăng phái cho Vùng 4, trên đó có đồng chí Lê Văn Thư, lúc đó là Tham mưu trưởng Vùng 4 đã cùng đi với tàu HQ-614 ra giành giật đá Châu Viên với tàu Trung Quốc
Nhưng Trung Quốc kéo đến 4 tàu chiến: 208, 209, 164,... quay pháo về phía tàu Việt Nam đe dọa nổ súng. Việt Nam không lên được Châu Viên nữa.